# Antares (lanciatore)
Antares (denominato Taurus II nella fase iniziale di sviluppo) è un lanciatore non riutilizzabile sviluppato da Orbital Sciences Corporation (ora parte di Northrop Grumman) e Yuzhnoye Design Bureau utilizzato per portare in orbita il veicolo spaziale Cygnus verso la stazione spaziale internazionale nell'ambito dei programmi Commercial Orbital Transportation Services (COTS) e Commercial Resupply Services (CRS) della NASA. 
In grado di trasportare 8000 kg di carico utile in orbita terrestre bassa, attualmente è il lanciatore più grande di Northrop Grumman.
Nel 2008, Orbital si aggiudicò un contratto con NASA per il programma Commercial Orbital Transportation Services (COTS), che aveva l'obiettivo di dimostrare il trasporto di rifornimenti alla stazione spaziale internazionale tramite navette senza equipaggio. Per le missioni dimostrative della navetta Cygnus, Orbital sviluppò il lanciatore Antares. Nelle prime fasi dello sviluppo era chiamato Taurus II, poi rinominato a dicembre 2011 in Antares come la stella con lo stesso nome.
I primi quattro lanci ebbero successo, tuttavia il 28 ottobre 2014, nel quinto lancio della navetta Cygnus avvenne un guasto catastrofico ai motori del primo stadio, che causò la distruzione del lanciatore e della navetta. Dopo una riprogettazione, Antares tornò a volare il 17 ottobre 2016.

## Sviluppo
I 171 milioni di dollari del contratto con NASA per il programma COTS vennero investiti in 130 milioni di dollari per lo sviluppo del lanciatore e 20 milioni per lo sviluppo della navetta. Una volta terminati i voli dimostrativi del programma COTS, Orbital Sciences vinse nel 2008 un contratto del programma CRS di 1,9 miliardi di dollari per effettuare otto missioni di rifornimento per la stazione spaziale.

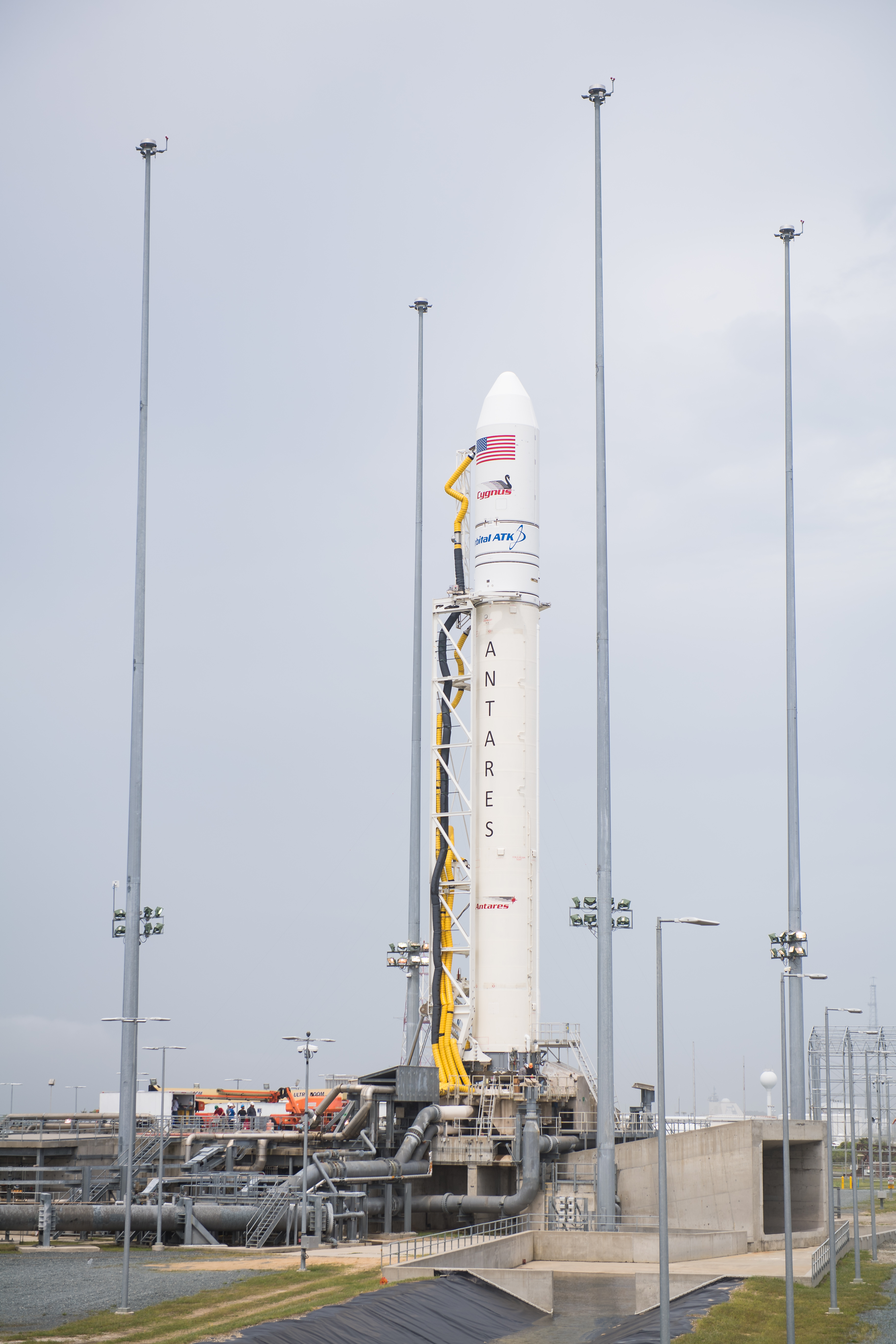
Antares in preparazione per il lancio

Il 10 giugno 2008 venne annunciata la scelta della base Mid-Atlantic Regional Spaceport, precedentemente parte della Wallops Flight Facility, in Virginia, come sito di lancio primario per Antares. Un lancio da Wallops permetterebbe di raggiungere l'orbita della ISS con la stessa efficienza di un lancio da Cape Canaveral (Florida) ma in maniera più spedita. Il primo volo dell'Antares ha lanciato un simulacro con la stessa massa del Cygnus.
Il 10 dicembre 2009, Alliant Techsystems Inc. (ATK) svolse dei test di accensione del propulsore Castor 30, per essere impiegato come secondo stadio di Antares e a marzo 2010 Aerojet in collaborazione con Orbital Sciences, completò i test dei propulsori NK-33, utilizzati nel primo stadio.

## Progettazione
Esistono 2 versioni dell'Antares: la serie 100, equipaggiata con 2 motori Aerojet AJ-26, ritirata dopo il fallimento del 28 ottobre 2014, e la serie 200, equipaggiata con nuovi motori RD-181 prodotti da NPO Energomaš. È in sviluppo la serie 300, che impiegherà un nuovo primo stadio costruito da Firefly Aerospace, spinto da sette propulsori Miranda.

### Primo stadio
Il primo stadio di Antares è alimentato da RP-1 ed ossigeno liquido (LOX). Poiché Orbital possedeva poca esperienza con stadi alimentati da combustibile liquido e ossigeno liquido, il primo stadio venne progettato e costruito in Ucraina dal Yuzhnoye Design Office, inclusi i serbatoi del combustibile e dell'ossidante, i serbatoi di pressurizzazione, le valvole, i sensori, le linee di alimentazione, i cablaggi e gli altri componenti associati. Come per il lanciatore Zenit, anch'esso prodotto da Yuzhnoye Design Office, Antares ha un diametro di 3,9 m con una corrispondente carenatura di 3,9 m.

#### Antares 100
I lanciatori Antares 100 avevano un primo stadio spinto da due propulsori Aerojet AJ26, basati sui propulsori Kuznetsov NK-33 sovietici creati tra la fine degli anni '60 e l'inizio degli anni '70 del XX secolo. Venti unità NK-33 vennero acquistati da Aerojet che li modificò in propulsori AJ26 per utilizzarli nel razzo Antares. Le modifiche comprendevano l'aggiunta del supporto cardanico, sostituzione dell'elettronica e le attività di qualificazione del propulsore per poterlo utilizzare per una durata doppia e con una spinta del 108% rispetto alle specifiche originali. I due propulsori AJ26 producevano una spinta complessiva di 3265 kN a livello del mare e 3630 kN nel vuoto.
A seguito del fallimento catastrofico di un propulsore AJ26 durante le fasi di test allo Stennis Space Center a maggio 2014 e al fallimento del lancio della missione Org-3, dovuto probabilmente ad un guasto ad una turbopompa, la serie 100 del razzo Antares venne ritirata.

#### Antares 200
A causa di problematiche relative alla corrosione, all'obsolescenza e al quantitativo limitato di propulsori AJ26, Orbital selezionò dei nuovi propulsori per il primo stadio per poter aggiudicarsi la seconda fase del contratto Commercial Resupply Services per il rifornimento della stazione spaziale. La serie 200 del razzo Antares impiegava motori RD-181, una versione modificata dai motori russi RD-191, al posto degli AJ26. Il primo volo della serie 200 avvenne con la missione Cygnus CRS OA-5 il 17 ottobre 2016.
I due propulsori RD-181 del primo stadio fornivano una spinta di 100 000 libbre forza (440 kN), in più rispetto a quella fornita dagli AJ26, e hanno permesso un aumento delle performance di Antares. La serie 200, che divenne capace di portare in orbita 6500 kg di carico utile, permise ad Orbital di concludere i rifornimenti previsti alla stazione spaziale in quattro lanci, invece dei cinque necessari se fosse stata impiegata la serie 100.
Il secondo stadio della serie 200 era lo stesso della serie 100, che tuttavia richiedeva un sotto impiego dei propulsori RD-181.
La serie 230+, introdotta nella seconda fase del programma CRS, venne utilizzata per la prima volta nella missione NG-12 il 2 novembre 2019. Gli aggiornamenti di questa nuova serie consistevano in modifiche strutturali del compartimento tra i serbatoi di RP-1 e di ossigeno e del compartimento anteriore, situato davanti al serbatoio dell'ossigeno, oltre a miglioramenti della traiettoria per aumentare la massa del carico utile.

#### Antares 300
Nel agosto 2022, Northrop Grumann ha annunciato un contratto con Firefly Aerospace per la costruzione del primo stadio della serie 300, simile al veicolo di lancio sviluppato dalla stessa Firefly e utilizza sette propulsori Miranda in grado di produrre complessivamente 7200 kN di spinta, sostanzialmente superiore a quella del primo stadio della serie 200.
Questo annuncio è stato una conseguenza dell'invasione russa, che ha generato delle incertezze nella fornitura del primo stadio, costruito in Ukraina dalle aziende Yuzhnoye e Yuzhmash, e dei propulsori russi RD-181.

### Secondo stadio
Il secondo stadio dei primi due voli (della serie 100) hanno impiegato lo stadio Castor 30A a combustibile solido, derivato dal Castor 120 impiegato come primo stadio del Minotaur-C. Nei voli successivi è stata utilizzata una versione migliorata chiamata Castor 30B. Questo secondo stadio sviluppava 293,4 kN di spinta media, con un massimo di 395,7 kN, ed impiegava un sistema elettromeccanico per il controllo della spinta direzionale.
Nella serie 230+ venne impiegato il secondo stadio Castor 30XL, che ha permesso al lanciatore di portare in orbita la navetta Cygnus nella sua versione migliorata chiamata Cygnus enhanced.

### Terzo stadio

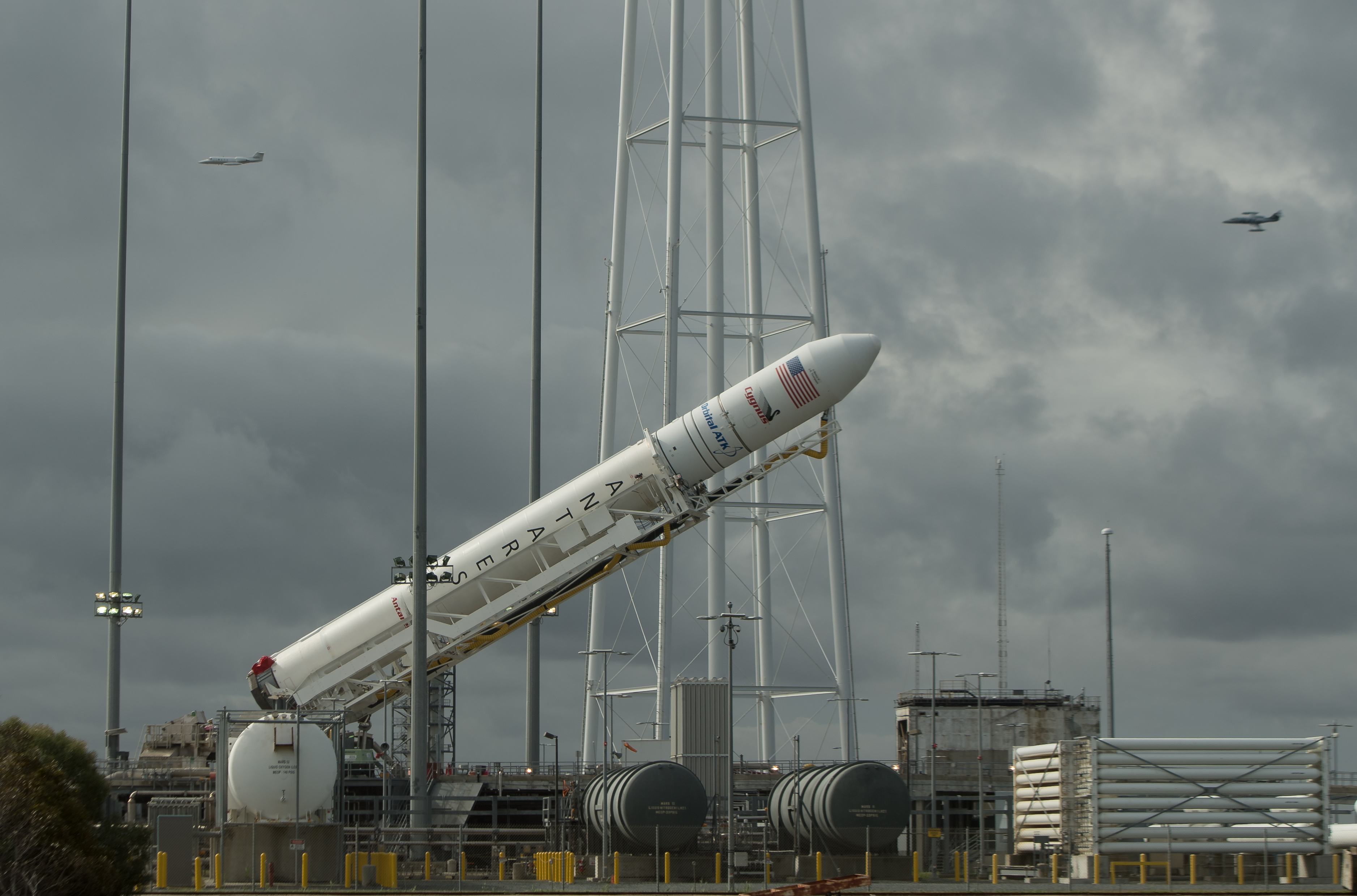
Antares in preparazione per il lancio

Il terzo stadio di Antares può essere il Bi-Propellant Third Stage (BTS), uno stadio basato sullo Star 48 oppure uno stadio basato su Orion 38. Lo stadio BTS è derivato dalla piattaforma satellitare GEOStar della Orbital Sciences ed impiega tetrossido di diazoto e idrazina. Lo stadio basato sullo Star 48 utilizza un propulsore a combustibile solido che permette di raggiungere orbite a maggiore altezza. Infine, lo stadio basato su Orion 38 è impiegato anche sui lanciatori Minotaur e Pegasus come stadio superiore.

### Carenatura
Per proteggere il carico utile durante l'ascesa viene utilizzata una carenatura alta 9,87 m con un diametro di 3,94 metri.

### Designazione
Ogni razzo Antares è designato con un codice a 3 cifre. Il primo numero indica in motore del primo stadio utilizzato, "1" se vengono usati 2 NK-33, "2" se vengono usati 2 RD-181 o "3" se sono usati 7 propulsori Miranda. La seconda cifra indica il secondo stadio; "1" vuol dire che è in utilizzo un Castor 30A, "2" vuol dire che è in uso un Castor 30B e "3" vuol dire che è in uso un Castor 30XL. La terza cifra indica il terzo stadio utilizzato; "0" vuol dire che non è usato nessun terzo stadio, "1" vuol dire che è utilizzato un BTS e "2" indica l'uso di uno Star 48BV.

## Lanci effettuati

### Antares A-ONE
Originalmente previsto per il 2012, il primo lancio dei Antares, indicato con la sigla A-ONE, è avvenuto il 21 aprile 2013. Il carico utile era costituito da una versione non funzionale (boilerplate) della navetta Cygnus e quattro satelliti CubeSat.
Il 22 febbraio 2013, prima del lancio, sono stati condotti dei test di accensione di 27 secondi dei propulsori AJ26.
La missione A-ONE ha impiegato la configurazione Antares 110, con un secondo stadio Castor 30A. Non è stato utilizzato un terzo stadio. Il lancio è avvenuto dal complesso di lancio 0A (LP-0A) del Mid-Atlantic Regional Spaceport sull'isola di Wallops in Virginia.
Questo complesso di lancio era utilizzato precedentemente per il lanciatore Conestoga, prima che quest'ultimo venne cancellato.
Il primo tentativo di lancio, il 17 aprile 2013, è stato rinviato a causa della disconnessione di un cavo ombelicale che si era staccato dal secondo stadio del razzo, e un secondo tentativo il 20 aprile è stato rinviato a causa di venti ad alta quota. Il terzo tentativo, il 21 aprile, il vettore è decollato regolarmente.

### Cygnus CRS Orb-3

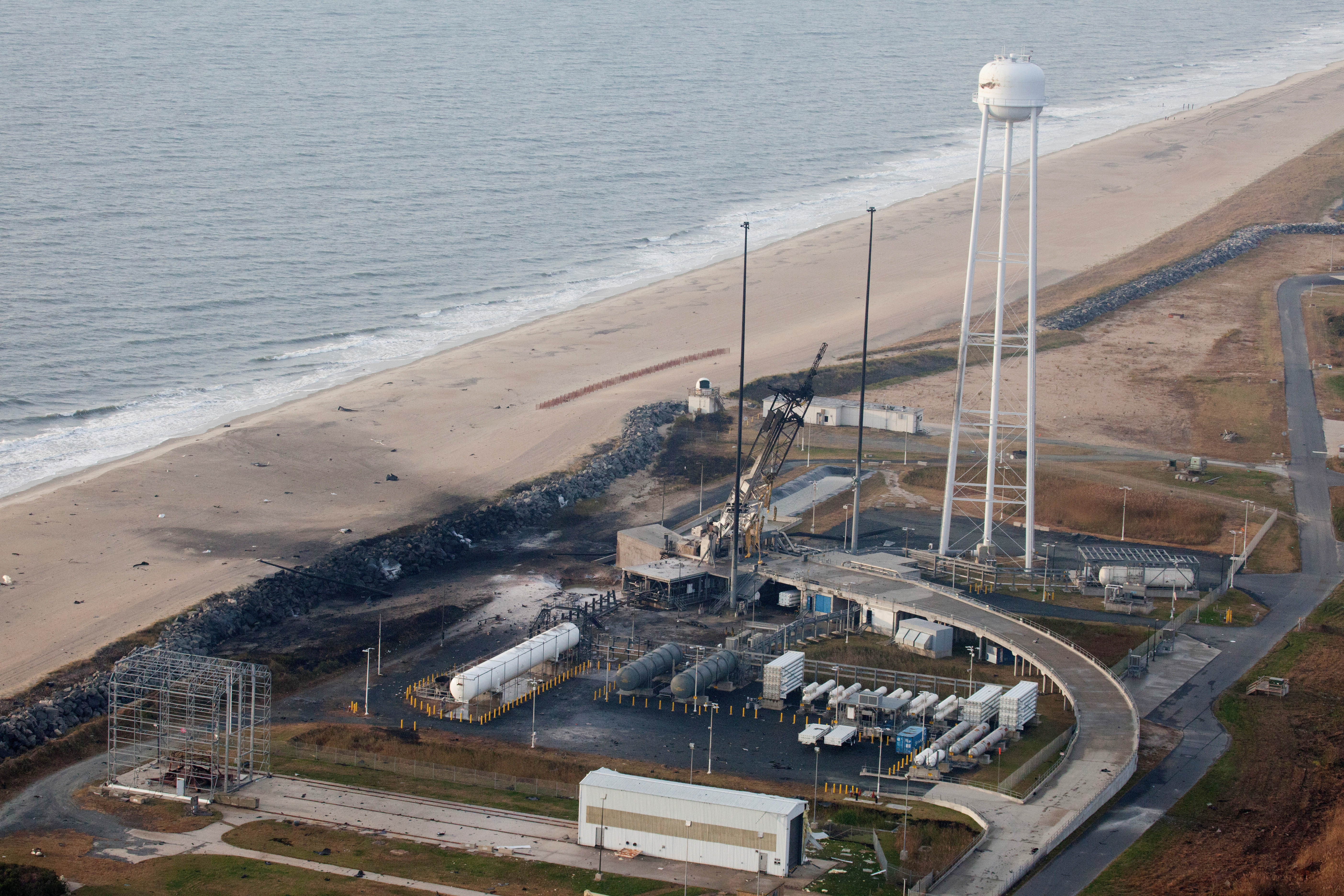
La piattaforma di lancio 0A dopo l'incidente

Il 28 ottobre 2014, il lancio di un vettore Antares che trasportava la navetta Cygnus nella missione di rifornimento della stazione spaziale Orb-3 è fallito in modo catastrofico pochi secondi dopo il decollo. L'esplosione ha danneggiato il complesso di lancio 0A, valutati inizialmente in 20 milioni di dollari.
Una commissione di investigazione sull'incidente, formata da Orbital Sciences, ha individuato la causa in un guasto della turbopompa dell'ossigeno liquido nel primo stadio del lanciatore, anche se non è stata trovata una causa specifica. Si è ipotizzato che i propulsori del primo stadio, ammodernati a partire da motori NK-33 costruiti oltre 40 anni prima, potessero avere perdite, danni da corrosione o difetti di fabbricazione che siano sfuggiti ai test. 
Il 6 ottobre 2015, dopo quasi un anno di riparazioni, è stata ripristinata la piattaforma di lancio. Le spese di riparazione sono ammontate a 15 milioni di dollari.
Dopo questo incidente, per ottemperare al contratto NASA, Orbital Sciences ha utilizzato il lanciatore Atlas V per le missioni OA-4, OA-6 e OA-7. La nuova serie 230+ di Antares è stata impiegata per la prima volta nella missione OA-5 ed è stata utilizzata regolarmente dalla missione OA-8E in poi.

## Lista dei lanci
| Missione         | Carico                | Data di lancio            | Lanciatore   | Note | Risultato |
| ---------------- | --------------------- | ------------------------- | ------------ | --- | --------- |
| Antares A-ONE    | Cygnus Mass Simulator | 21 aprile 2013 21:00 UTC  | Antares 110  | Primo volo di test del lanciatore Antares, con un secondo stadio Castor 30A e nessun terzo stadio. | Riuscito  |
| Cygnus Orb-D1    | Cygnus standard       | 18 settembre 2013 14:58   | Antares 110  | Volo dimostrativo per il contratto COTS della navetta Cygnus. Primo volo del lanciatore Antares con un vero carico utile. Prima missione a portare in orbita la navetta e primo attracco alla stazione spaziale internazionale.                 | Riuscito  |
| Cygnus CRS Orb-1 | Cygnus standard       | 9 gennaio 2014 18:07      | Antares 120  | Prima missione CRS per la navetta Cygnus e primo lancio con il secondo stadio Castor 30B | Riuscito  |
| Cygnus CRS Orb-2 | Cygnus standard       | 13 luglio 2014 16:52      | Antares 120  | Seconda missione CRS di rifornimento per la stazione spaziale, che ha trasportato equipaggiamento, componenti, rifornimenti per gli astronauti ed esperimenti scientifici.                                                                      | Riuscito  |
| Cygnus CRS Orb-3 | Cygnus standard       | 28 ottobre 2014 22:22     | Antares 130  | Terza missione di rifornimento per la stazione spaziale. Un guasto alla turbopompa dell'ossigeno del primo stadio ha causato il fallimento del lancio e l'esplosione del lanciatore. Prima missione ad utilizzare il secondo stadio Castor 30XL | Fallito   |
| Cygnus CRS OA-5  | Cygnus enhanced       | 17 ottobre 2016 23:45     | Antares 230  | Prima missione ad utilizzare un nuovo primo stadio. Prima missione ad impiegare la versione migliorata della navetta Cygnus. | Riuscito  |
| Cygnus CRS OA-8E | Cygnus enhanced       | 12 novembre 2017 12:19    | Antares 230  | | Riuscito  |
| Cygnus CRS OA-9E | Cygnus enhanced       | 21 maggio 2018            | Antares 230  | | Riuscito  |
| Cygnus NG-10     | Cygnus enhanced       | 17 novembre 2018 09:01    | Antares 230  | | Riuscito  |
| Cygnus NG-11     | Cygnus enhanced       | 17 aprile 2019 20:46      | Antares 230  | | Riuscito  |
| Cygnus NG-12     | Cygnus enhanced       | 2 novembre 2019 13:59     | Antares 230+ | Prima missione del Commercial Resupply Services 2 | Riuscito  |
| Cygnus NG-13     | Cygnus enhanced       | 15 febbraio 2020 20:21    | Antares 230+ | | Riuscito  |
| Cygnus NG-14     | Cygnus enhanced       | 3 ottobre 2020 01:16      | Antares 230+ | | Riuscito  |
| Cygnus NG-15     | Cygnus enhanced       | 20 febbraio 2021 14:36    | Antares 230+ | | Riuscito  |
| Cygnus NG-16     | Cygnus enhanced       | 10 agosto 2021 21:01      | Antares 230+ | | Riuscito  |
| Cygnus NG-17     | Cygnus enhanced       | 19 febbraio 2022 17:40    | Antares 230+ | | Riuscito  |
| Cygnus NG-18     | Cygnus enhanced       | 7 novembre 2022 10:32 UTC | Antares 230+ | | Riuscito  |
| Cygnus NG-19     | Cygnus enhanced       | 2 agosto 2023 00:31 UTC   | Antares 230+ | Ultimo volo dell'Antares 230+ | Riuscito  |